# ウムナック島
ウムナック島 (ウムナックとう、アレウト語: Unmax, Umnax、英語: Umnak)はアリューシャン列島フォックス諸島の島。面積は1,776.76 km2（686.01平方マイル）で、アリューシャン列島では3番目、アメリカ合衆国の島では19番目に大きな島である。オクモク山には大きなカルデラがあり、アラスカ唯一の間欠泉がある。ウナラスカ島とはウムナック海峡で分離している。2000年時点で、定住者は39人。

## 歴史

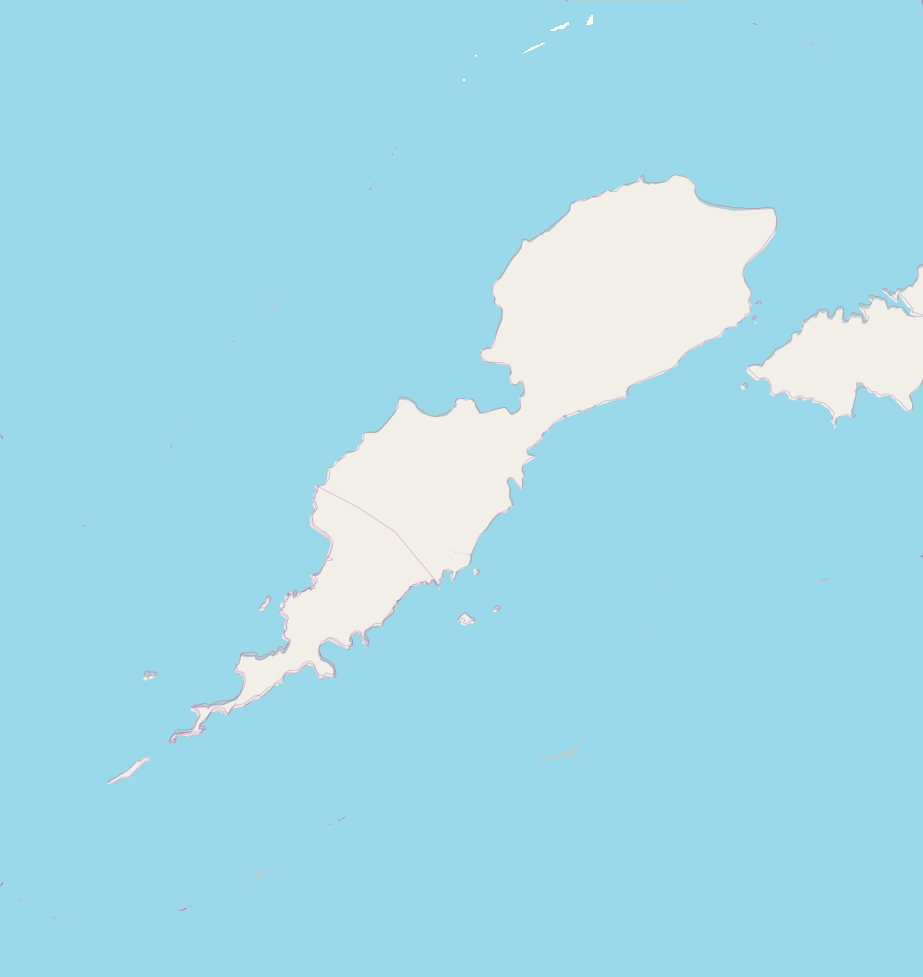
ウムナック島

ウムナック島で最古の人類の居住地はAnangulaにあり、8400年程前のものである。Anangulaは後に放棄され、Sandy BeachやIdaliuk、Chalukaに人類は住み始めた。初期の入植地のうち栄えたものの多くは、渓流沿いに位置していた。約8250年から3000年前の 完新世の気候最温暖期にはストランドフラットが分断され、食料の供給につながった。
1750年代にはロシア人毛皮商人が到達した。横暴なロシア人に対して、フォックス諸島のアレウト族は団結した。1761年から1762年の冬に、4人のロシア船の乗組員が虐殺された。これにはウムナックに来たものも含まれたが生存者はいなかった。ロシア人商人は1764年に焦土作戦を行い、アレウト族の独立は終了した。
第二次世界大戦中には米国の防衛拠点が設けられた。アリューシャン諸島にこれらの空軍基地が建設された目的は、ダッチハーバーの防衛だけでなく、日本への攻撃も視野に入れてのことだった。
アメリカ海軍はこの島を専有物且つ"彼らの縄張り"("their turf")と見なした。第二次世界大戦中にアメリカ陸軍航空軍が前進基地として使用する空港を建設するため、"Blair Fish Packing Co,"というカモフラージュを設立した。デウィット将軍の後任バックナー将軍はウムナック島及びコールドベイに航空基地を建設した。これにより、敵の日本軍が攻撃を開始した1942年夏の時点で、ウムナック島の守備隊は、歩兵に補完された工兵隊や野戦軍、高射砲隊を含む4000人の部隊を有するようになった。日本は北太平洋海域の防空警戒を目的として6月にこの島を攻撃し占領することを計画していた。この島は、後にサモア、フィジー諸島、ニューカレドニアを含む新たな支配領域での前哨基地となるよう計画された。日本軍はこの島はアリューシャン海域で活動する何隻かの米軍の船で保護されているのみであり、米国の秘密の準備には気づいていなかった。

## 地理
| 左:ウムナック島北部Okmok Caldera 右: ウムナック島南部 |  | 左:ウムナック島北部Okmok Caldera 右: ウムナック島南部 |
| 左:ウムナック島北部Okmok Caldera 右: ウムナック島南部 |  |                                                       |

ウムナック島はアリューシャン列島フォックス諸島の島々の中ではウニマク島と南西にあるウナラスカ島に次いで、3番目に大きな島である。平均で長さ約110–116km（70–72マイル）、幅117-26km（73-16マイル）。この島は氷期後期に分離し、現在北米の海岸から約300km（190マイル）離れた場所に存在する。面積1,793.2km2（692.4平方マイル）、海岸線330.2km（205.2マイル）の活火山島である。標高は2,132メートル (6,995 ft)。島は山がちで植物はあまり生い茂ってはいない。島の西部にアドゥガク島を含むかなり大きな湾があるものの港はない。南端はCape Sagakとして知られる。

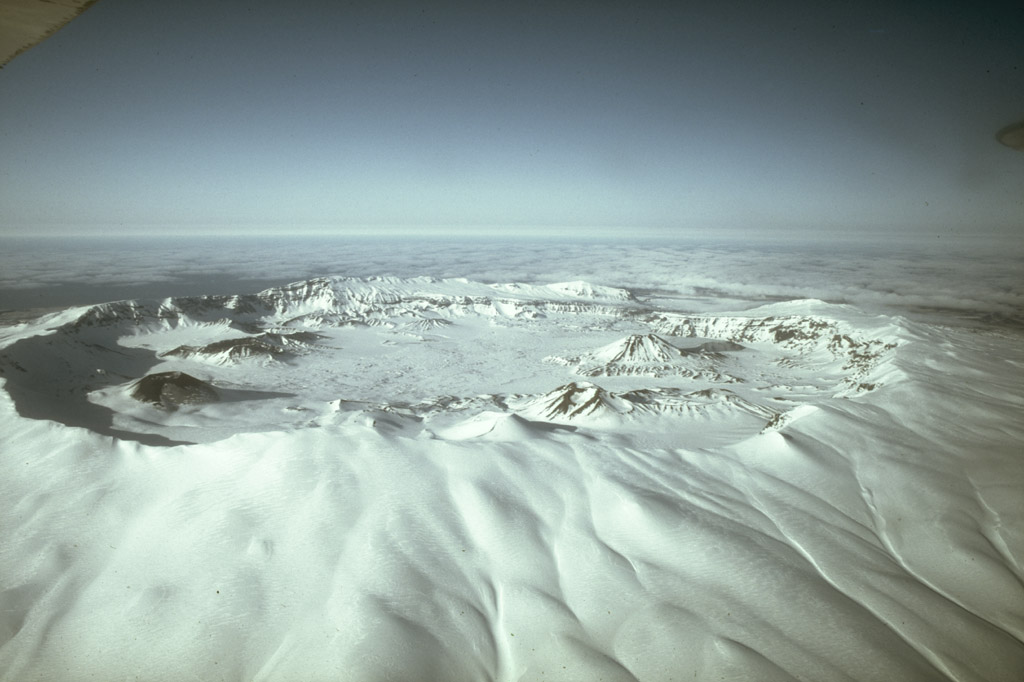
Okmok caldera on Umnak

島の最高峰、成層火山であるブセビドフ山は島の南西部に位置する。円錐形の山体はその周囲から急激に上昇し、高さ2,149メートル (7,051 ft)で1.2キロメートル (0.75 mi)幅のクレーターを形成する。その直近の噴火は1957年3月9日の地震によって引き起こされた。山は1957年3月11日に噴火し、翌日終わった。Mount Vsevidofの東にはthe Russian Bay valleyと詳しく調査された高さ1,984メートル (6,509 ft)の成層火山 en:Mount Recheshnoi がある。南西部の集落であるニコルスキーからさらに南へ行くと、Umnak Lakeがあり、南東へちょうど2キロメートル (1.2 mi)の長さである。古代の集落Chalukaがこの湖とニコルスキーの間に位置している。この地域はSamalga Passとして知られこの島の古代の活動の中心であり、島の南西端(Cape Sagak)から約15マイル (24 km)離れたところに位置している。

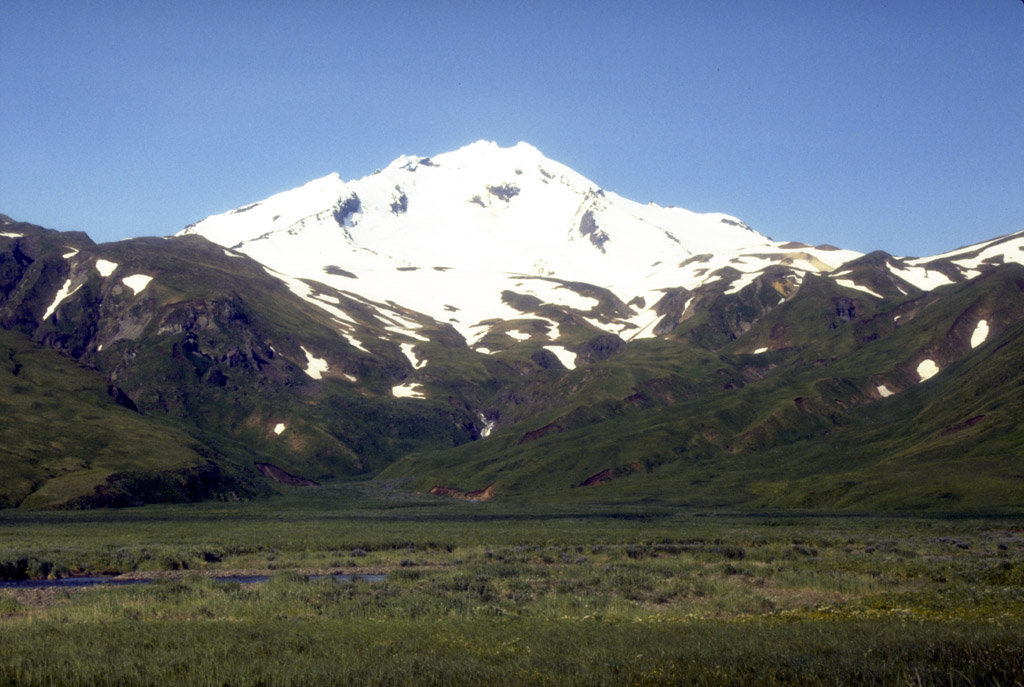
en:Mount Recheshnoi

島の北部から北東部はソレアイト玄武岩が含まれており、緊張状態の断層、溶岩流や火成岩の断片的堆積を特徴とする。5.8マイル (9.3 km)幅の円形カルデラが特徴の火山であるオクモク山は島の北西部に位置する。この全体的に平坦な中央盆地は、平均標高は海抜370 m、カルデラの縁1,073メートル (3,520 ft)に達する。カルデラは、数々の側火山や溶岩円頂丘で形成されている。それらはカルデラの南東斜面のTulik山(1,253メートル (4,111 ft))、北東のIdak山(585メートル (1,919 ft))、Jag Peakを含む。火山湖はかつて
深さ500フィート (150 m)を超えカルデラの大部分を満たしていたが、しかし最終的には北東の縁が侵食され、水が排出された。先史時代の湖は、深さ最大150メートル (490 ft)で、上面は約475メートル (1,558 ft)、カルデラの縁の最低点よりも高い。小さな浅い湖のなごりがCone Dの北、高さ1,075フィート (328 m)に残っている。小さな浅い湖がカルデラの縁とCone Dの間にある。小さい湖(Cone B Lake)はさらに北、侵食されてできたカルデラの門の近くにある。2008年の噴火によってカルデラの地下水が大幅に変わり、5つの大きな湖が発生した。カルデラ湖に加えて、Cone A、Cone E、Cone Gと2008年には小さなクレーター湖を持つCone Dが出現した。アラスカ火山観測局は現在の火山の状態を航空カラーコード「緑」とし噴火の危険は無いとしている。
Recheshnoi山から北へ、Geyser Creek谷は間欠泉と地熱地帯に位置している。1988年にここでは、5つの間欠泉が最大2m、9つの自然にできた噴水は0.7m吹き上がった。

## 噴火

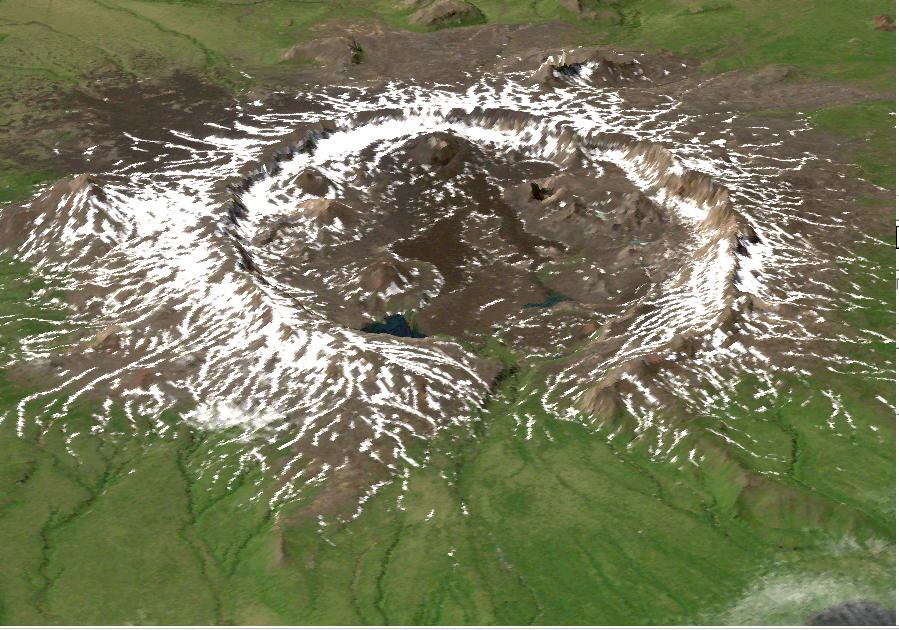
オクモク火山

2008年7月12日土曜日、オクモク山が数日間に渡って噴火し、新火口から灰、ガスが豊富な噴煙が噴出、50,000フィート (15,000 m)もの高度に達し、この島にある民間牧場は避難を余儀なくされた。灰は、島の東部だけでなく、北東65マイル (105 km)の漁村にも達した。しかし、島の反対側の約40人の人口を持つアレウトの村ニコルスキーはオクモク山より西に位置し、火山灰は南東方向に流れたので逃れることができた。噴煙は北太平洋にも広がり、ダッチハーバーの空港へのフライトを妨害した。
オクモクカルデラ自体が形成され、12000年前と2000年前に起こった二つの大きな噴火で整形されていた。1805年以来10 - 20年毎に16回の噴火が知られている。1817年の噴火は火山灰がウナラスカ島に落下して、数フィートの灰と"scoria"岩の破片が東北カルデラの縁に堆積した。噴火中に発生した洪水は、島の北東ベーリング海沿岸のケープTanak岬のアレウト族の村を破壊した。最近の1997年の噴火では、火山灰雲はカルデラ底の上6マイル (9.7 km)にも達した。

## 人口統計
米国での防衛拠点として使用されていた1941年時点で、人口はわずかにアレウト族50人だけであった。2000年の人口調査によると、
この島の人口はさらに39人に減少した。唯一残っている集落はニコルスキーで、島の全人口が集まる。島の北東 en:Fort Glenn の海岸にかつての大規模な軍事施設があり、第二次世界大戦の北太平洋での戦いにおいて重要な役割を果たした。
人口調査によると、15世帯、12家族が暮らしている。人口密度は0.3人毎平方マイル (0.1/km2)。28住戸のの平均密度は0.2毎平方マイル (0.08/km2)。人種的には30.77%が白人で、69.23%がネイティブ・アメリカンであった。
15世帯のうち、40.0%は18歳未満の子供がおり、53.3%が一緒に暮らす夫婦、20.0%は未婚の女性が世帯主であり、20.0%は女性がいなかった。全世帯の20.0%は65歳以上の1人暮らしであった。1世帯の平均は2.60人であり、平均家族サイズは2.92人だった。
2000年には、年齢の中央値は40歳であった。18歳未満は35.9%、25歳から44歳は30.8%、45歳から64歳は23.1%、65歳以上は10.3%であった。女性100人に対して105.3人の男性があった。18歳以上の女性100人に対し、92.3人の男性があった。
1世帯の平均収入は38,750アメリカドルであり、1家族では40,250ドルであった。男性の平均収入26,250ドルに対し、女性は11,875ドルである。
一人当たりの平均所得は14,083ドルである。23.5％の家族、人口の20.7%が貧困線以下の生活をし、それには 18歳以下の13.6%と64歳以上55.6%が含まれる。

## 教育
島で唯一の学校はニコルスキーにあり、Aleutian Region Schoolsの一部である。The Nikolski Schoolの教育期間は13年間（K-12）である。
教師は一人で、校舎に隣接した小さな家に住んでいる。その家は学区が所有し、教師とその家族専用に建てられた The Nikolski  
Schoolは廃校の危機にある。アラスカ僻地の学校は国からの交付金を受けるために、少なくとも10名の生徒が必要である。2009–2010 
年度の在校生は9人のみであった。

## 交通

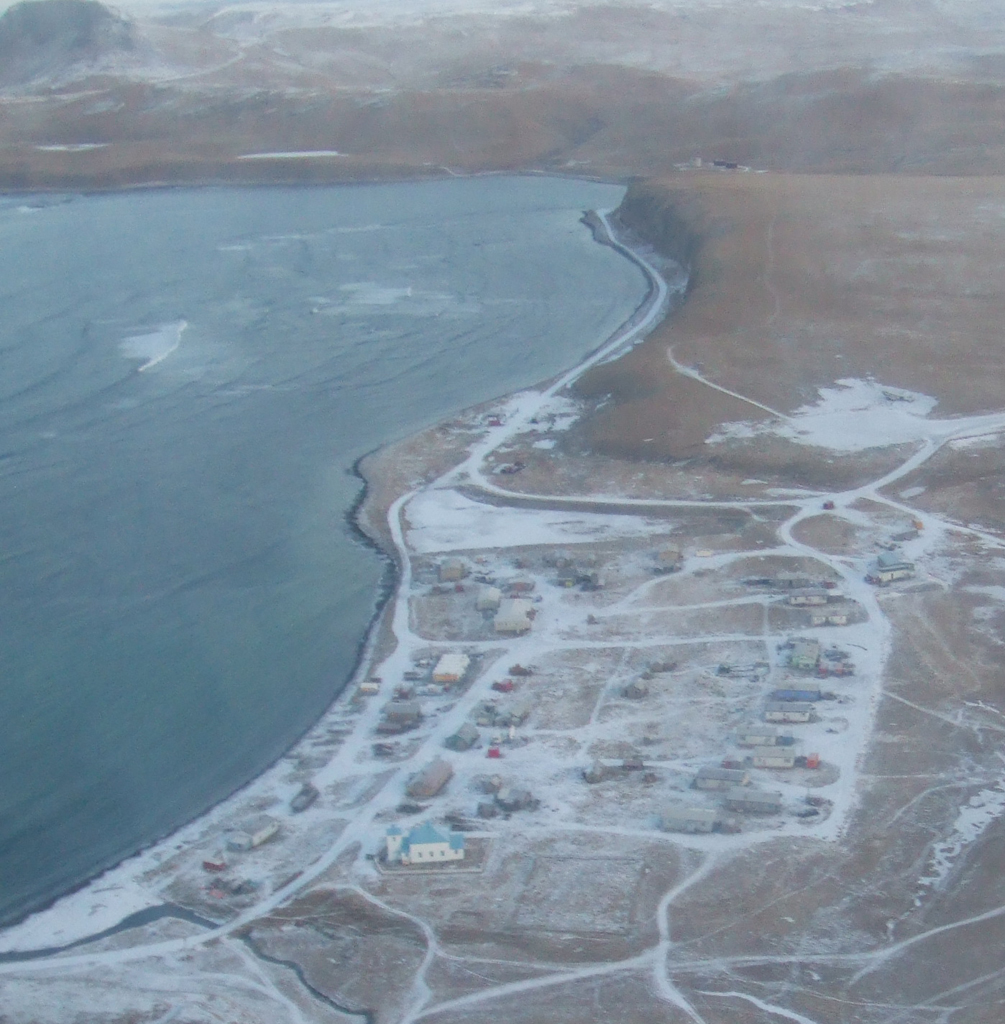
Nikolski

ウムナック島には港がない。しかし、ニコルスキー飛行場の滑走路がある。ベンジャミン・B・タリー大佐の指揮下、丘陵地帯に軍工兵により滑走路が建設された。滑走路の建設場所は島の北東端のOtter Pointが提案された。建設は1942年1月中旬に開始し、同年4月から委託され、Fort Glennの名前が与えられた。310万平方フィートの土地に滑走路敷設用穴あき鋼板（マースデン・マット）を敷き、他の鋼板と一緒に組み立て、航空機が離着陸するための平坦な地面を作成した。滑走路は、807th Unit of the Army Engineersにより1942年3月31日に完成した。長さ3,000フィート (910 m)、幅100フィート (30 m)でクレア・リー・シェンノートのP-40 fighter aircraftが着陸するには十分であった。